# ナガチュ
ナガチュ（Naγaču、納哈出、? - 1388年8月31日）は、元朝末期に中国東北地方に勢力を持っていた元の将軍。ジャライル部の出身。
元末に満洲を支配していたが、元が北走してからはモンゴル高原にある北元の本軍と連携してモンゴルの中国奪還を目指した。20万とも言われる大軍で南下の機を窺っていたが、天元9年（1387年）、兵糧不足により馮勝率いる明の北伐軍に降伏した。